# 坎拉翁火山
坎拉翁火山是菲律宾内格罗斯岛中北部一座活火山，位于巴科洛德东南32公里，是内格罗斯岛的最高点和米沙鄢群岛的最高点，海拔 2,465 公尺（8,087 英尺）。已建立坎拉翁火山国家公园。 坎拉翁火山是世界第42島嶼最高峰。
該火山橫跨西內格羅斯省和東內格羅斯省，位於西內格羅斯省和全島首府、人口最多的城市巴科洛德東南方約30 km（19 mi）處。 它是菲律賓的活火山之一，也是环太平洋火山带的一部分。

## 外部連結
- （英文）Philippine Institute of Volcanology and Seismology (PHIVOLCS) — Kanlaon Volcano Page
- （英文）. 全球火山作用计划. 史密森尼学会.